# Oscar Holub

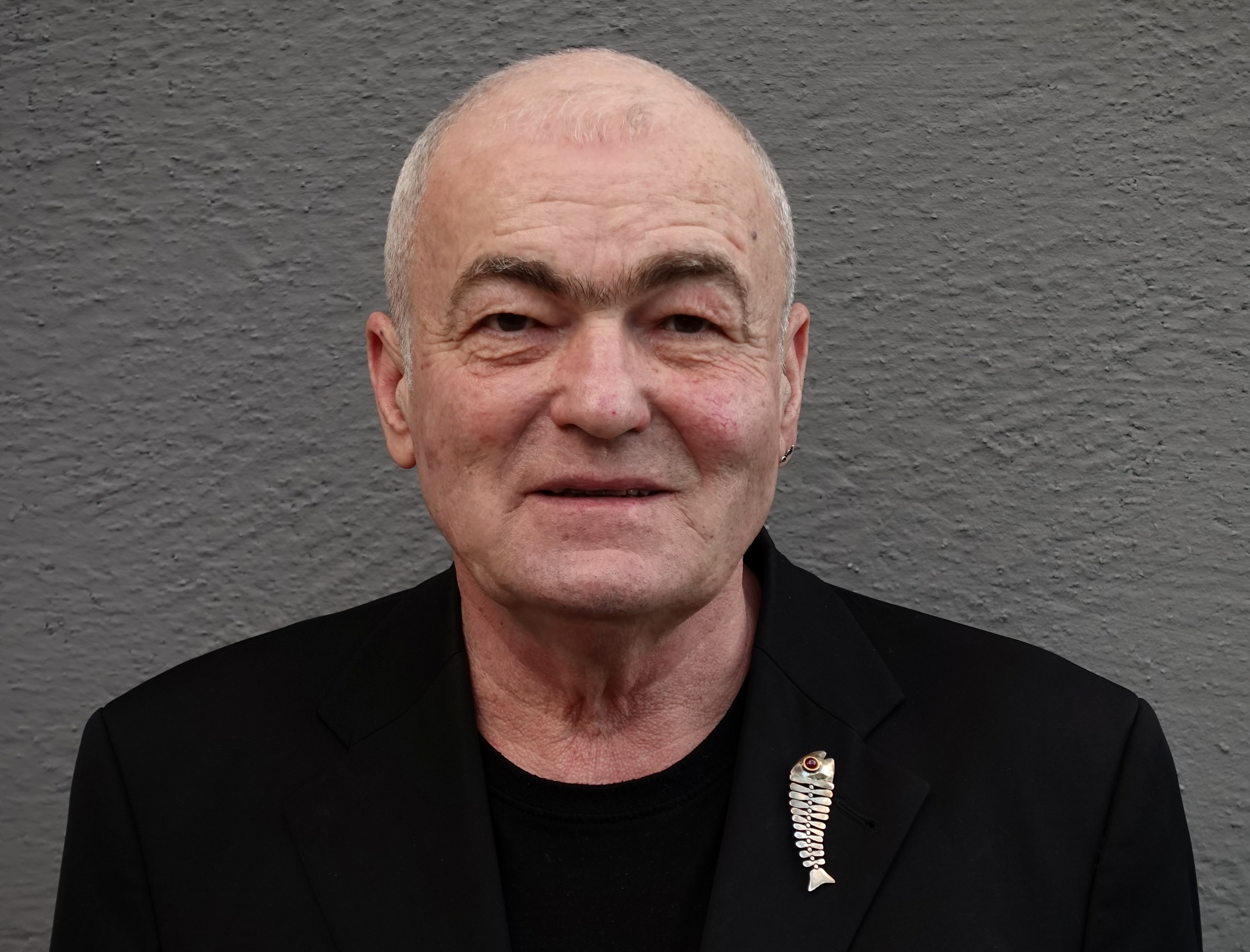
Oscar Holub (2017)

Oscar Holub (* 5. März 1951 in Steyr, Oberösterreich; † 20. März 2023 ebenda) war ein österreichischer Zeichner, Maler und Texter.

## Leben

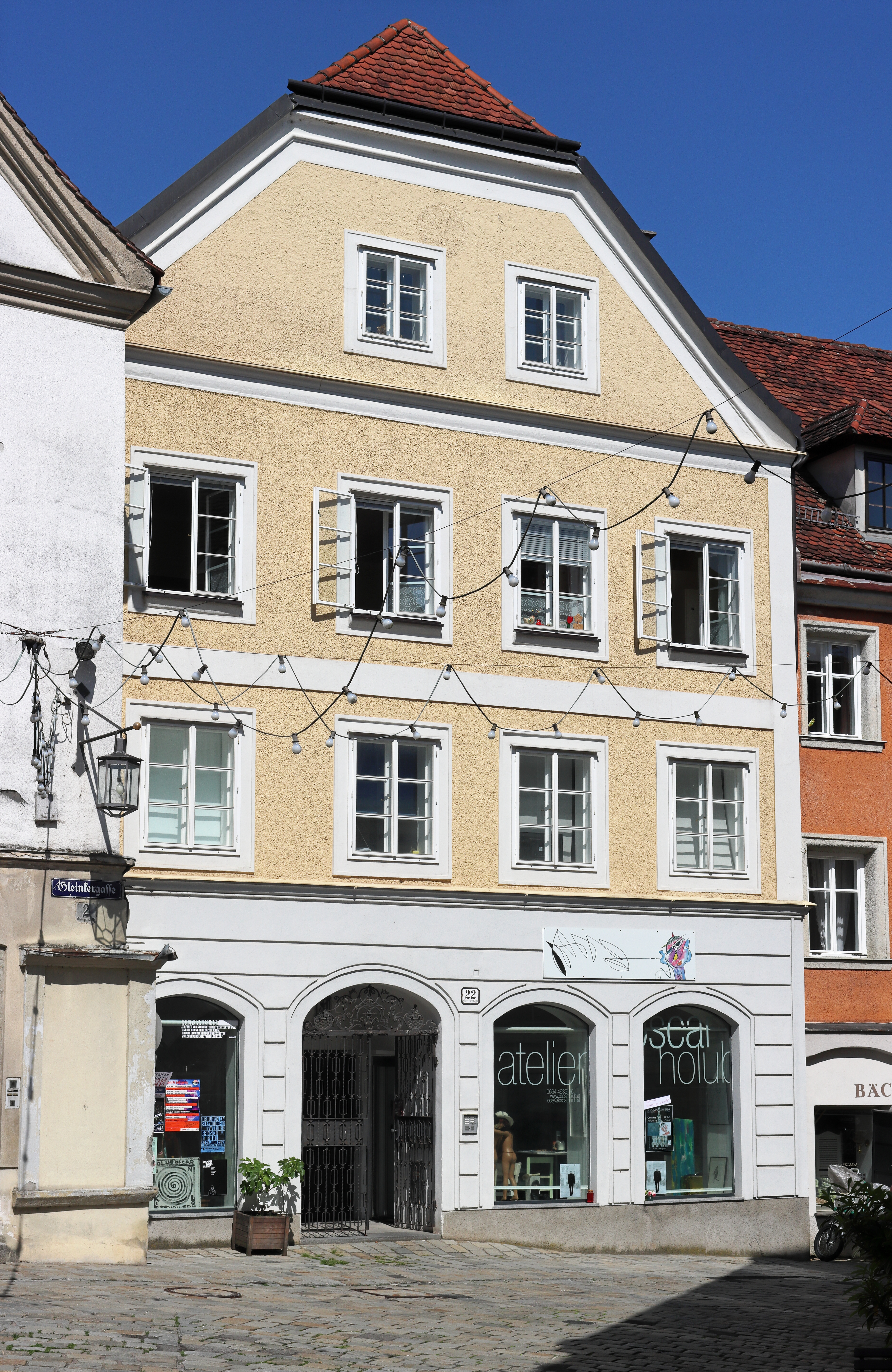
Atelier Oscar Holub in Steyr (Kirchengasse 22)

Holub studierte in Wien Psychologie, hatte Studienaufenthalte in Krumau, Tschechien und Paliano/Rom. Seit 1998 arbeitete er als freischaffender Künstler. Im Jahr 2005 veröffentlichte er ein Bildtextbuch und erstellte in seinen letzten Jahren jährlich einen Kalender mit Bildern seiner Werke.
Er lebte und arbeitete in Steyr.

## Einzelausstellungen

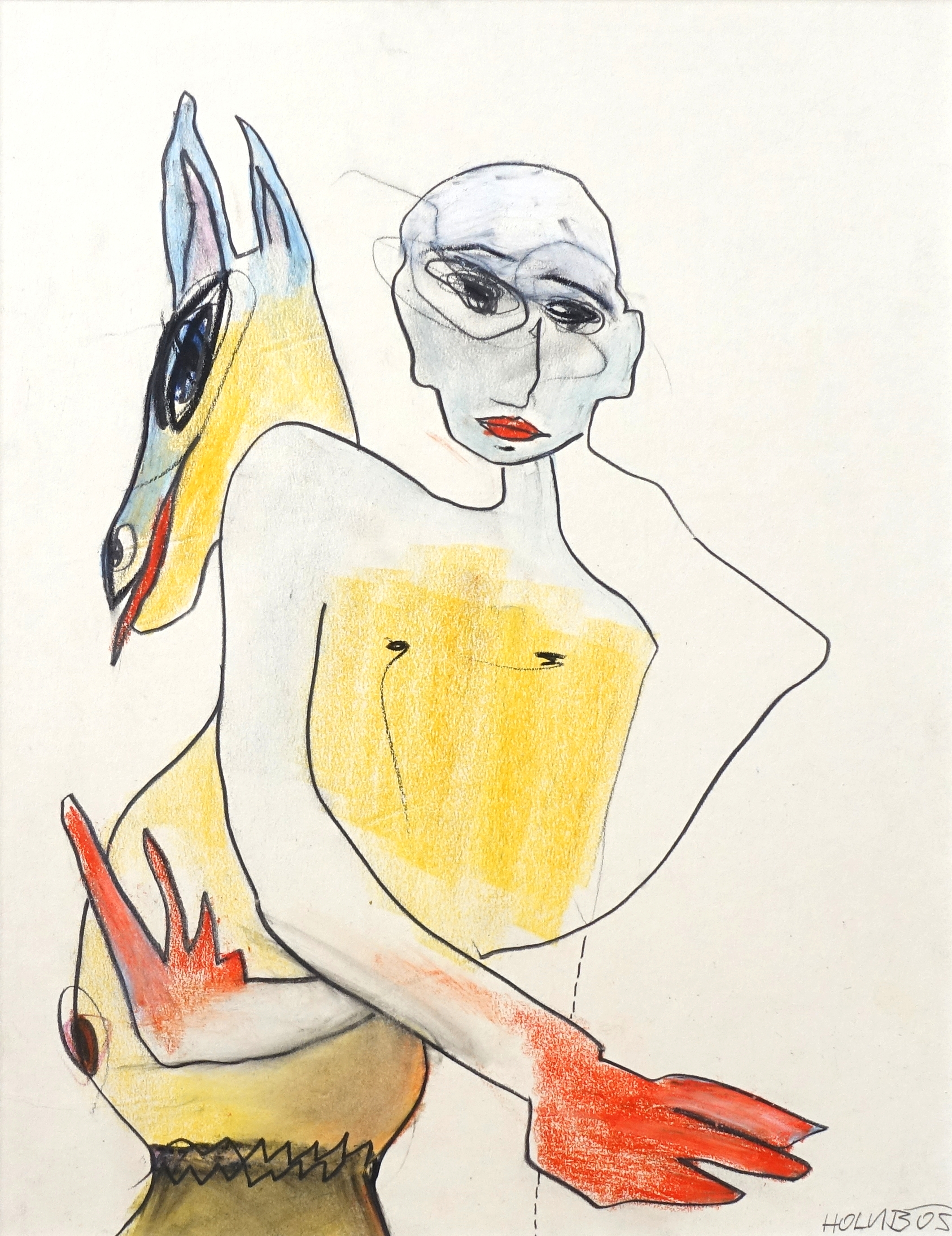
Oscar Holub: 'so' (2005)

- 2022 Galerie Paradigma, Linz "schwanengesang"
- 2012 Kubin-Haus, Zwickledt, Es/Ich & Anderich[3]
- 2009 Galerie Brunnhofer, Linz, LiLoLa[4]
- 2007 Galerie Paradigma, Linz – -LOS(E)
- 2006 Galerie Brunnhofer, Linz – -UNG
- 2005 Galerie mel-art, Wien – FRISONI/FRASONE
- 2005 Kunstverein Steyr – FRISANE/FRESINO
- 2004 Galerie Brunnhofer, Salzburg – SAMKEIT II
- 2004 Kulturhaus Nenzing, Vorarlberg
- 2003 Galerie Brunnhofer, Linz – SAMKEIT I
- 1993 MAXIM, Steyr – ÖFFENTLICHER VERKEHR
- 1991 Galerie Pohlhammer, Steyr – SPRRTZ – Kultur für alle
- 1990 Rathaus Krumau, Tschechien
- 1989 Galerie POSTOF, Linz – ES+KRONENKRAN-ICH

## Ausstellungsbeteiligungen
- 2009 Kunstverein Steyr – FIGUR.ART
- 2008 Galerie Stalzer, Wien – GOTT HAT KEINE NASE[5]
- 2008 Galerie mel contemporary, Wien – MULTIPLE
- 2008 Galerie Brunnhofer, Linz – FACE TO FACE
- 2008 Galerie mel contemporary, Wien – HIMMEL/HÖLLE/SCHWEINEKRAM – mit Siegfried Anzinger und Peter Pongratz
- 2008 Museum der KZ-Gedenkstätte, Mauthausen – UN(b)TITELT
- 2007 Galerie mel contemporary, Wien – Art Beijing
- 2006 Galerie mel contemporary, Wien – fine/art/brut
- 2006 Galerie mel contemporary, Wien – Wirklichkeiten
- 2002 Reithofferhalle (Kunsthalle.tmp), Steyr – Vom Wasser bedeckt
- 2002 Schloß Svihov/Tschechien – Communicatio
- 2001 Egon Schiele Art Centrum, Cesky Krumlov – Arbeiten aus den Ateliers
- 1994 Galerie Paradigma, Linz im Rahmen der „Kunst der Linie“ – Gegen den Strich
- 1993 Galerie Pohlhammer – Artisti a Pordenone – Italien